# Браун, Уолтер (гребец)
Уолтер Браун (англ. Walter Brown, 31 мая 1925 — 15 апреля 2011, Ботани, штат Новый Южный Уэльс, Австралия) — австралийский байдарочник, бронзовый призёр Олимпийских игр в Мельбурне (1956).
Выступал за клуб Surf Maroubra. На летних Олимпийских играх в Мельбурне (1956) вместе с Деннисом Грином стал бронзовым призёром в соревнованиях байдарок-двоек на дистанции 10 000 м.